# Gécs Béla
Gécs Béla (Budapest, 1937. április 18.–) nyomdász, kéziszedő, tervezőgrafikus, tipográfus, nyugdíjas helytörténeti kutató.

## Életpályája
A betűszedést a békéscsabai Békési Nyomdában (A Tevan Nyomda utódvállalata, a Kner Nyomda elődje) tanulta. 1954-től kezdődött eleven kapcsolata a betűvel. Önképzés útján fejlesztette, csiszolta tipográfiai képességét, melyet 1970-től a Kner Nyomda grafikai műhelyében tervezőgrafikusként kamatoztatott.
1954-1957-ig kéziszedő tanuló, 1957-től szedő szakmunkás, majd termelésirányító diszpécser, 1971-től 1993-ig tervező grafikus, tipográfus. 1993-ban, a grafikai műhely megszűnte után, 56 évesen ment nyugdíjba.

## Munkássága, közéleti tevékenysége
1973-1994 között az állami protokoll céljára készített nyomtatványai sokfelé eljutottak a nagyvilágban. Meghívókat tervezett a Szent Korona visszaadása, és az első USA vezető, Bush elnök magyarországi látogatása alkalmából.
II. Erzsébet brit uralkodó bugaci piknikjének menülap tervét készítette.
1971-1982 között a Lipcsei Nemzetközi Könyvművészeti és tipográfiai kiállításokon sikerrel szerepelt Magyarország képviseletében.
A PNYME Békés Megyei Szervezetének és a MTESZ Békés Megyei Szervezetének tagja, elnökségében hosszú időn át munkálkodott.
A hazai nyomdászat történetében elsőként megszervezte a tipográfusok művészi bemutatkozó fórumát: az Országos Tipográfiai Kiállítás és Versenyt. Az elsőt 1987-ben Budapesten rendezték meg majd Békéscsabán, a "Nyomdászat dicsérete" címmel.
Javaslata alapján valósult meg külföldi tipográfusok részvételével az I. Inter-Typo Plakát 1996. nemzetközi kiállítás Békéscsabán.
Szakmai hírverésként elkészítette a világ legkisebb rekord méretű újságjait:
- 1989. Békés Megyei Népújság (55x80 mm)
- 1990. Typográfia (45x65 mm)
- 1992. Heti Mérleg (40x60 mm)
- 2000.Csabai Reklám (21x31 mm)
- 2006. Csabai Mérleg (19x27 mm).

Ezeket az Aacheni Nemzetközi Újságmúzeum és a mainzi Gutenberg Múzeum ritkaságai közt őrzik. Kísérleti célból 1992-ben, Amerika felfedezésének 500. évfordulójára készített Kolombusz bélyegblokkon lévő bélyegparánya (7x7,5 mm), ha nem is hivatalosan elismert, de a legkisebb a világon.
Nyugdíjasként, indulástól tipográfiai szerkesztője a Heti Mérleg (később Csabai Mérleg) című önkormányzati lapnak. A lapban 1993-tól írja és szerkeszti a népszerű Békéscsaba Anno várostörténeti sorozatot. Lokálpatriótaként a Békéscsabai Városvédő és Városszépítő Egyesületben az elnökség tagja. A békéscsabai nyomdászat múltjának kutatásával foglalkozik, és nyomdászattörténeti sorozatot szerkeszt a Magyar Grafika és a Print et Publishing című szakmai lapokban. A Kner-Tevan Alapítvány kuratóriumi tagjaként tevékenykedik a szakmai kultúráért.
Írói munkásságának eredményeképp megjelent: Réthy Lipót; Tevan-nyomda emlékezete; 50 éve a mesterségben című mini kötetek, valamint Üdvözlet Békés-Csabáról (1897-1935) képes üdvözlőlapokból szerkesztett színes album Gécs Béla kísérő szövegével. Helytörténeti kutatásait publikálta A Csabai bírók-csabai históriák 1717-1918 című munkájában.
Tagja a 2008-ban alakult 7 tagú békéscsabai Történeti Kollégiumnak.

## Kötetekben (válogatás)
- Réthy Lipót a százötven éves Békés megyei nyomdászat megalapítója, 1847-1997 / kiad. a Kner-Tevan Alapítvány ; [szerk. és tervezője Gécs Béla]. Békéscsaba : Kner-Tevan Alapítvány, 1997.	68 p. (Hasonmás kiadás).
- Emlékbeszéd, az új városháza felavatása alkalmával B.-csabán, az 1873-ik év september 15-én, a városi közgyűlésben elmondva / Szemián Sámuel városi főjegyző által ; [... gond. Gécs Béla] ; [kiad. Békéscsaba Megyei Jogú Város Közgyűlése és a Békéscsabai Városvédők és Városszépítők Egyesülete]. [Hasonmás kiad.] Békéscsaba : Vár. Közgyűlés : Békéscsabai Városvédők és Városszépítők Egyes., 1998. 16 p. ; (A városháza avatásának 125. évfordulója alkalmából Az 1873-ban Békéscsabán, Dobay János Könyvnyomdájában nyomatott mű hasonmás kiadása.) ISBN 963-03-5290-7
- A régi Csaba : nyolcvan képben / [... szerk. ... Gécs Béla]. Békéscsaba : Typografika Kft., 1999. [16] p., 80 t. : ill., részben színes ; (Közös tokban "A mai Csaba" c. művel. (Magyar, szlovák, angol és német nyelven.) ISBN 963-03-7627-X
- 115 éves a Békéscsabai Ipartestület, 1885-2000 / [szerk. ... Gécs Béla] ; [kiad. a Békéscsabai Ipartestület]. Békéscsaba : Békéscsabai Ipartest., 2000. 55 p. : ill.
- Temetők Békéscsabán : Temetkezési szokások, temetők, sírfeliratok, síremlékek / [szerk. Somogyi Józsefné] ; [a fényképeket készítette Gécs Béla, Hankó Andrásné]. Békéscsaba : Békéscsaba Megyei Jogú Város Önkormányzata, 2001. 121 p.
- Üdvözlet Békés-Csabáról : Chaba-városa régi képes üdvözlőlapokon, 1897-1935 / közread. Dobrotka Pál ; [a képeket közlésre bocsátotta Zsibrita Zoltán] ; [... ismertető szöveggel ell. Gécs Béla] ; [... szerk. Barabás Ferenc]. Békéscsaba : Typografika Kft., 2005. 115 p. : ill., részben színes ; (A képeslapjegyzék angol és szlovák nyelven is); ISBN 963-86937-0-3

## Díjak, elismerések
Munkásságát az egyik legrangosabb szakmai elismeréssel, a Tótfalusi Kis Miklós-díjjal jutalmazták 1987-ben, de kapott kiállítási különdíjat és a békéscsabai nyomdászatért végzett több évtizedes tevékenységéért a Kner-Tevan Alapítvány-díját. Várostörténeti kutatásai és publikálásai elismeréseként 2000-ben megkapta a Békéscsabáért városi kitüntetést.